# Kaas
 For alternative betydninger, se Kaas (flertydig). (Se også artikler, som begynder med Kaas)
Kaas (herunder Munthe-Kaas) er en jysk uradelsslægt.
Slægten Kaas, der førte en rød sparre i våbenet, uddøde på sværdsiden den 6. juli 1778 med Otto Ditlev Kaas til Nedergård.
En anden slægt af samme navn, der fører et tretakket mursnit i våbenet, blomstrer derimod endnu her i landet. Den har ejet Bækmark, Boltinggaard, Brandrup, Damsgård, Gelskov, Hastrup, Hjortholm, Lindskov, Møllerup, Østergård, Rosendal, Skovsgård, Ulstrup og flere godser og stamhuset Nedergaard.
Huitfeldt-Kaas var en linje af slægten Huitfeldt, der antog navnet Huitfeldt-Kaas.